# Florencia Labat
Pour les articles homonymes, voir Labat.
Florencia Labat (née le 12 juin 1971 à Pergamino) est une joueuse de tennis argentine, professionnelle de 1986 à 2000.
Elle a été championne du monde junior en simple filles en 1989.
Florencia Labat a remporté sept titres en double dames sur le circuit WTA pendant sa carrière dont quatre avec Alexia Dechaume.
Elle a enfin régulièrement représenté son pays en Fed Cup de 1989 à 2000, atteignant les demi-finales en 1993 aux côtés d'Inés Gorrochategui et Patricia Tarabini.

## Palmarès

### Titre en simple dames
Aucun

### Finales en simple dames
| No | Date       | Nom et lieu du tournoi                    | Catégorie | Dotation  | Surface      | Vainqueure        | Score         |          |
| -- | ---------- | ----------------------------------------- | --------- | --------- | ------------ | ----------------- | ------------- | -------- |
| 1  | 25-10-1993 | Bancesa Classic, Curitiba                 | Tier IV   | 100 000 $ | Terre (ext.) | Sabine Hack       | 6-2, 6-0      | Parcours |
| 2  | 03-01-1994 | Danone Hard Court Championships, Brisbane | Tier III  | 150 000 $ | Dur (ext.)   | Lindsay Davenport | 6-1, 2-6, 6-3 | Parcours |
| 3  | 18-04-1994 | Singapore Classic, Kallang                | Tier IV   | 100 000 $ | Dur (ext.)   | Naoko Sawamatsu   | 7-5, 7-5      | Parcours |
| 4  | 25-04-1994 | Danamon Indonesia Open, Jakarta           | Tier IV   | 100 000 $ | Dur (ext.)   | Yayuk Basuki      | 6-4, 3-6, 7-6 | Parcours |

### Titres en double dames
| No | Date       | Nom et lieu du tournoi                  | Catégorie | Dotation  | Surface      | Partenaire          | Finalistes                        | Score         |          |
| -- | ---------- | --------------------------------------- | --------- | --------- | ------------ | ------------------- | --------------------------------- | ------------- | -------- |
| 1  | 29-04-1991 | Trofeo Ilva-Coppa Mantegazza Tarente    | Tier V    | 100 000 $ | Terre (ext.) | Alexia Dechaume     | Laura Golarsa Ann Grossman        | 6-2, 7-5      | Parcours |
| 2  | 21-10-1991 | Puerto Rico Open San Juan               | Tier IV   | 150 000 $ | Dur (ext.)   | Rika Hiraki         | Sabine Appelmans Camille Benjamin | 6-3, 6-3      | Parcours |
| 3  | 06-07-1992 | Citroen Cup Austrian Open Kitzbühel     | Tier IV   | 150 000 $ | Terre (ext.) | Alexia Dechaume     | Amanda Coetzer Wiltrud Probst     | 6-3, 6-3      | Parcours |
| 4  | 20-07-1992 | Internazionali di Tennis Saint-Marin    | Tier V    | 100 000 $ | Terre (ext.) | Alexia Dechaume     | Sandra Cecchini Laura Garrone     | 7-6, 7-5      | Parcours |
| 5  | 24-08-1992 | OTB International Open Schenectady      | Tier V    | 100 000 $ | Dur (ext.)   | Alexia Dechaume     | Ginger Helgeson Shannan McCarthy  | 6-3, 1-6, 6-2 | Parcours |
| 6  | 18-05-1998 | Open Paginas Amarillas Madrid           | Tier III  | 164 250 $ | Terre (ext.) | Dominique Van Roost | Rachel McQuillan Nicole Pratt     | 6-3, 6-1      | Parcours |
| 7  | 22-05-2000 | Internationaux de Strasbourg Strasbourg | Tier III  | 170 000 $ | Terre (ext.) | Sonya Jeyaseelan    | Kim Grant María Vento-Kabchi      | 6-4, 6-3      | Parcours |

### Finales en double dames
| No | Date       | Nom et lieu du tournoi        | Catégorie | Dotation  | Surface      | Vainqueures                       | Partenaire          | Score         |          |
| -- | ---------- | ----------------------------- | --------- | --------- | ------------ | --------------------------------- | ------------------- | ------------- | -------- |
| 1  | 09-07-1990 | Torneo Internazionale Palerme | Tier IV   | 75 000 $  | Terre (ext.) | Laura Garrone Karin Kschwendt     | Barbara Romano      | 6-2, 6-4      | Parcours |
| 2  | 26-07-1993 | San Marino Open Saint-Marin   | Tier IV   | 100 000 $ | Terre (ext.) | Sandra Cecchini Patricia Tarabini | Barbara Rittner     | 6-3, 6-2      | Parcours |
| 3  | 23-08-1993 | OTB International Schenectady | Tier III  | 150 000 $ | Dur (ext.)   | Rachel McQuillan Claudia Porwik   | Barbara Rittner     | 4-6, 6-4, 6-2 | Parcours |
| 4  | 15-07-1996 | Torneo Internationale Palerme | Tier IV   | 107 500 $ | Terre (ext.) | Janette Husárová Barbara Schett   | Barbara Rittner     | 6-1, 6-2      | Parcours |
| 5  | 16-06-1997 | Heineken Trophy Rosmalen      | Tier III  | 164 250 $ | Gazon (ext.) | Eva Melicharová Helena Vildová    | Karina Habšudová    | 6-3, 7-6      | Parcours |
| 6  | 14-07-1997 | Torneo Internazionale Palerme | Tier IV   | 163 000 $ | Terre (ext.) | Silvia Farina Barbara Schett      | Mercedes Paz        | 2-6, 6-1, 6-4 | Parcours |
| 7  | 17-11-1997 | Volvo Women’s Open Pattaya    | Tier IV   | 107 500 $ | Dur (ext.)   | Kristine Kunce Corina Morariu     | Dominique Van Roost | 6-3, 6-4      | Parcours |
| 8  | 03-08-1998 | Enka Ladies Open Istanbul     | Tier IV   | 107 500 $ | Dur (ext.)   | Meike Babel Laurence Courtois     | Åsa Svensson        | 6-0, 6-2      | Parcours |
| 9  | 04-10-1999 | Brazil Open São Paulo         | Tier IVa  | 142 500 $ | Terre (ext.) | Laura Montalvo Paola Suárez       | Janette Husárová    | 6-7, 7-5, 7-5 | Parcours |
| 10 | 14-02-2000 | Brasil Ladies Open São Paulo  | Tier IVa  | 140 000 $ | Terre (ext.) | Laura Montalvo Paola Suárez       | Janette Husárová    | 5-7, 6-4, 6-3 | Parcours |

## Parcours en Grand Chelem

### En simple dames
| Année | Open d'Australie | Open d'Australie   | Internationaux de France | Internationaux de France | Wimbledon       | Wimbledon          | US Open         | US Open          |
| ----- | ---------------- | ------------------ | ------------------------ | ------------------------ | --------------- | ------------------ | --------------- | ---------------- |
| 1989  | -                | -                  | -                        | -                        | -               | -                  | 2e tour (1/32)  | Andrea Temesvári |
| 1990  | -                | -                  | 1er tour (1/64)          | Magdalena Maleeva        | 1er tour (1/64) | Gigi Fernández     | 1er tour (1/64) | Kathy Rinaldi    |
| 1991  | -                | -                  | 2e tour (1/32)           | Shaun Stafford           | -               | -                  | 3e tour (1/16)  | Judith Wiesner   |
| 1992  | 1er tour (1/64)  | Jo Durie           | 1er tour (1/64)          | Judith Wiesner           | 1er tour (1/64) | Yayuk Basuki       | 4e tour (1/8)   | Steffi Graf      |
| 1993  | 2e tour (1/32)   | Jennifer Capriati  | 3e tour (1/16)           | Jennifer Capriati        | 3e tour (1/16)  | Anke Huber         | 1er tour (1/64) | Arantxa Sánchez  |
| 1994  | 2e tour (1/32)   | Sabine Appelmans   | 1er tour (1/64)          | Arantxa Sánchez          | 4e tour (1/8)   | Lori McNeil        | 1er tour (1/64) | Patricia Hy      |
| 1995  | 1er tour (1/64)  | Dally Randriantefy | 3e tour (1/16)           | Mary Pierce              | 2e tour (1/32)  | Lindsay Davenport  | 3e tour (1/16)  | Kimiko Date      |
| 1996  | 2e tour (1/32)   | Conchita Martínez  | 1er tour (1/64)          | A. Serra Zanetti         | 3e tour (1/16)  | Mary Joe Fernández | 2e tour (1/32)  | Jana Novotná     |
| 1997  | 2e tour (1/32)   | Henrieta Nagyová   | 2e tour (1/32)           | Brenda Schultz           | 3e tour (1/16)  | Arantxa Sánchez    | 4e tour (1/8)   | Martina Hingis   |
| 1998  | 3e tour (1/16)   | Ruxandra Dragomir  | 1er tour (1/64)          | Natasha Zvereva          | 1er tour (1/64) | Lindsay Davenport  | 1er tour (1/64) | Monica Seles     |
| 1999  | 2e tour (1/32)   | Lindsay Davenport  | -                        | -                        | -               | -                  | -               | -                |
| 2000  | 3e tour (1/16)   | Barbara Schett     | 2e tour (1/32)           | Nathalie Tauziat         | 2e tour (1/32)  | Kristina Brandi    | 1er tour (1/64) | Justine Henin    |

À droite du résultat, l’ultime adversaire.

### En double dames
| Année | Open d'Australie             | Open d'Australie           | Internationaux de France      | Internationaux de France   | Wimbledon                     | Wimbledon                  | US Open                       | US Open                    |
| ----- | ---------------------------- | -------------------------- | ----------------------------- | -------------------------- | ----------------------------- | -------------------------- | ----------------------------- | -------------------------- |
| 1989  | -                            | -                          | -                             | -                          | -                             | -                          | 1er tour (1/32) B. Romano     | Sandra Birch M. McGrath    |
| 1990  | -                            | -                          | 1er tour (1/32) Bettina Fulco | L. Neiland N. Zvereva      | -                             | -                          | 1er tour (1/32) C. Caverzasio | Ann Grossman Rennae Stubbs |
| 1991  | -                            | -                          | 2e tour (1/16) A. Dechaume    | Mercedes Paz G. Sabatini   | -                             | -                          | 1er tour (1/32) A. Dechaume   | S. Stafford M. Werdel      |
| 1992  | 1er tour (1/32) A. Dechaume  | Jenny Byrne Louise Stacey  | 2e tour (1/16) K. Kschwendt   | Lori McNeil Nicole Provis  | 2e tour (1/16) Laura Arraya   | K. Maleeva B. Rittner      | 1er tour (1/32) A. Dechaume   | Amy Frazier Rika Hiraki    |
| 1993  | 3e tour (1/8) P. Tarabini    | Patty Fendick J. Strnadová | 1er tour (1/32) Mercedes Paz  | Kimiko Date K. Kschwendt   | 1er tour (1/32) R. Zrubáková  | K. Habšudová N. Jagerman   | 2e tour (1/16) B. Rittner     | Debbie Graham B. Schultz   |
| 1994  | 1er tour (1/32) K. Kschwendt | E. Maniokova Leila Meskhi  | 2e tour (1/16) A. Dechaume    | Silvia Farina G. Helgeson  | 1er tour (1/32) A. Dechaume   | K. Maleeva Robin White     | 1er tour (1/32) A. Dechaume   | M. de Swardt Tessa Price   |
| 1995  | 2e tour (1/16) A. Dechaume   | L. Davenport Lisa Raymond  | 2e tour (1/16) A. Dechaume    | Patty Fendick MJ Fernández | 1er tour (1/32) A. Dechaume   | Sophie Amiach S. Testud    | 2e tour (1/16) Patricia Hy    | M. McGrath L. Neiland      |
| 1996  | 1er tour (1/32) Yone Kamio   | Amy Frazier Kimberly Po    | -                             | -                          | 1er tour (1/32) K. Kschwendt  | E. Smylie Linda Wild       | 2e tour (1/16) N. Kijimuta    | Patricia Hy R. Fairbank    |
| 1997  | 1er tour (1/32) Rika Hiraki  | Lori McNeil Linda Wild     | 2e tour (1/16) Rika Hiraki    | A. Fusai N. Tauziat        | 1er tour (1/32) Rika Hiraki   | Amy Frazier Kimberly Po    | 2e tour (1/16) Mercedes Paz   | Katrina Adams K. Boogert   |
| 1998  | 1er tour (1/32) K. Habšudová | A. Kournikova L. Neiland   | 2e tour (1/16) D. Monami      | Yayuk Basuki Caroline Vis  | 3e tour (1/8) D. Monami       | L. Davenport N. Zvereva    | 2e tour (1/16) D. Monami      | Julie Halard R. McQuillan  |
| 1999  | 1/4 de finale D. Monami      | Lisa Raymond Rennae Stubbs | 3e tour (1/8) D. Monami       | A. Fusai N. Tauziat        | 3e tour (1/8) D. Monami       | Nicole Arendt M. Bollegraf | 2e tour (1/16) D. Monami      | Jana Novotná N. Zvereva    |
| 2000  | 3e tour (1/8) T. Tanasugarn  | Lisa Raymond Rennae Stubbs | 1er tour (1/32) S. Jeyaseelan | A. Fusai N. Tauziat        | 1er tour (1/32) T. Tanasugarn | M. Hingis Mary Pierce      | 1er tour (1/32) T. Tanasugarn | Anke Huber B. Schett       |

Sous le résultat, la partenaire ; à droite, l’ultime équipe adverse.

### En double mixte
| Année | Open d'Australie           | Open d'Australie         | Internationaux de France     | Internationaux de France   | Wimbledon                    | Wimbledon                  | US Open                      | US Open                 |
| ----- | -------------------------- | ------------------------ | ---------------------------- | -------------------------- | ---------------------------- | -------------------------- | ---------------------------- | ----------------------- |
| 1990  | -                          | -                        | 1er tour (1/32) Pablo Albano | Carin Bakkum Paul Haarhuis | -                            | -                          | -                            | -                       |
| 1991  | -                          | -                        | 1er tour (1/32) S. Patridge  | C. Schneider Sven Salumaa  | -                            | -                          | -                            | -                       |
| 1992  | -                          | -                        | 2e tour (1/16) Javier Frana  | Hetherington G. Michibata  | -                            | -                          | -                            | -                       |
| 1993  | -                          | -                        | 2e tour (1/16) Pablo Albano  | M. Bollegraf Tom Nijssen   | 1er tour (1/32) Javier Frana | A. Sánchez T. Woodbridge   | -                            | -                       |
| 1994  | -                          | -                        | -                            | -                          | 1/4 de finale Maurice Ruah   | Lori McNeil T. Middleton   | -                            | -                       |
| 1997  | -                          | -                        | 2e tour (1/16) A. Kratzmann  | A. Kournikova Mark Knowles | 2e tour (1/16) D. Orsanic    | L. Davenport Grant Connell | -                            | -                       |
| 1998  | -                          | -                        | 2e tour (1/16) David Roditi  | Helena Suková Cyril Suk    | 2e tour (1/16) Maurice Ruah  | L. Neiland Leander Paes    | 1er tour (1/16) T. Carbonell | L. Neiland M. Woodforde |
| 1999  | 1er tour (1/16) D. Orsanic | Likhovtseva Jeff Tarango | -                            | -                          | 2e tour (1/16) M. Rodríguez  | L. Neiland Rick Leach      | 2e tour (1/8) Chris Haggard  | Mary Pierce J. de Jager |
| 2000  | 1/4 de finale Mariano Hood | K. Boogert David Adams   | -                            | -                          | -                            | -                          | -                            | -                       |

Sous le résultat, le partenaire ; à droite, l’ultime équipe adverse.

## Parcours aux Jeux olympiques

### En simple dames
| # | Date       | Nom de l'olympiade             | Surface      | Résultat        | Ultime adversaire | Score     |          |
| - | ---------- | ------------------------------ | ------------ | --------------- | ----------------- | --------- | -------- |
| 1 | 28/07/1992 | Olympic Tennis Event Barcelone | Terre (ext.) | 1er tour (1/32) | Barbara Rittner   | 6-3, 6-3  | Parcours |
| 2 | 23/07/1996 | Olympic Tennis Event Atlanta   | Dur (ext.)   | 2e tour (1/16)  | Magdalena Maleeva | 7-67, 6-1 | Parcours |
| 3 | 19/09/2000 | Olympic Tennis Event Sydney    | Dur (ext.)   | 1er tour (1/32) | Miriam Oremans    | 6-2, 6-4  | Parcours |

## Parcours en Coupe de la Fédération
| #                                                                           | Date       | Lieu         | Surface         | Gagnante(s)                       | Perdante(s)                       | Score          |          |
|                                                                             |            |              |                 |                                   |                                   |                |          |
| 1989 - 2e tour (groupe mondial) - Argentine - Bulgarie - 0 : 3              |            |              |                 |                                   |                                   |                |          |
| 1                                                                           | 03/10/1989 | Tokyo        | Dur (ext.)      | Katerina Maleeva Manuela Maleeva  | Florencia Labat Mercedes Paz      | 6-1, 3-6, 6-1  | Parcours |
|                                                                             |            |              |                 |                                   |                                   |                |          |
| 1990 - 1er tour (groupe mondial) - Allemagne - Argentine - 2 : 1            |            |              |                 |                                   |                                   |                |          |
| 2                                                                           | 23/07/1990 | Atlanta      | Dur (ext.)      | Claudia Porwik                    | Florencia Labat                   | 6-0, 6-3       | Parcours |
| 2                                                                           | 23/07/1990 | Atlanta      | Dur (ext.)      | Bettina Fulco Florencia Labat     | Isabel Cueto Wiltrud Probst       | 6-4, 6-2       | Parcours |
|                                                                             |            |              |                 |                                   |                                   |                |          |
| 1991 - 1er tour (groupe mondial) - Suisse - Argentine - 2 : 0               |            |              |                 |                                   |                                   |                |          |
| 3                                                                           | 23/07/1991 | Nottingham   |                 | Emanuela Zardo                    | Florencia Labat                   | 2-6, 6-2, 8-6  | Parcours |
|                                                                             |            |              |                 |                                   |                                   |                |          |
| 1992 - 1er tour (groupe mondial) - Argentine - Mexique - 3 : 0              |            |              |                 |                                   |                                   |                |          |
| 4                                                                           | 14/07/1992 | Francfort    | Terre (ext.)    | Florencia Labat                   | Lupita Novelo                     | 6-2, 6-1       | Parcours |
|                                                                             |            |              |                 |                                   |                                   |                |          |
| 1992 - 2e tour (groupe mondial) - Japon - Argentine - 1 : 2                 |            |              |                 |                                   |                                   |                |          |
| 5                                                                           | 15/07/1992 | Francfort    | Terre (ext.)    | Florencia Labat                   | Mana Endo                         | 6-1, 6-1       | Parcours |
| 5                                                                           | 15/07/1992 | Francfort    | Terre (ext.)    | Florencia Labat Patricia Tarabini | Kimiko Date Maya Kidowaki         | 7-5, 6-3       | Parcours |
|                                                                             |            |              |                 |                                   |                                   |                |          |
| 1992 - 1/4 de finale (groupe mondial) - Argentine - Espagne - 1 : 2         |            |              |                 |                                   |                                   |                |          |
| 6                                                                           | 17/07/1992 | Francfort    | Terre (ext.)    | Conchita Martínez                 | Florencia Labat                   | 6-0, 6-1       | Parcours |
|                                                                             |            |              |                 |                                   |                                   |                |          |
| 1993 - 1er tour (groupe mondial) - Nouvelle-Zélande - Argentine - 0 : 3     |            |              |                 |                                   |                                   |                |          |
| 7                                                                           | 19/07/1993 | Francfort    | Terre (ext.)    | Florencia Labat                   | Julie Richardson                  | 6-2, 6-4       | Parcours |
|                                                                             |            |              |                 |                                   |                                   |                |          |
| 1993 - 2e tour (groupe mondial) - Argentine - Bulgarie - 2 : 1              |            |              |                 |                                   |                                   |                |          |
| 8                                                                           | 21/07/1993 | Francfort    | Terre (ext.)    | Magdalena Maleeva                 | Florencia Labat                   | 6-4, 5-7, 6-3  | Parcours |
|                                                                             |            |              |                 |                                   |                                   |                |          |
| 1993 - 1/4 de finale (groupe mondial) - États-Unis - Argentine - 1 : 2      |            |              |                 |                                   |                                   |                |          |
| 9                                                                           | 22/07/1993 | Francfort    | Terre (ext.)    | Florencia Labat                   | Lori McNeil                       | 5-7, 6-3, 6-0  | Parcours |
|                                                                             |            |              |                 |                                   |                                   |                |          |
| 1993 - 1/2 finale (groupe mondial) - Argentine - Australie - 1 : 2          |            |              |                 |                                   |                                   |                |          |
| 10                                                                          | 24/07/1993 | Francfort    | Terre (ext.)    | Nicole Provis                     | Florencia Labat                   | 1-6, 6-2, 6-3  | Parcours |
|                                                                             |            |              |                 |                                   |                                   |                |          |
| 1994 - 1er tour (groupe mondial) - Cuba - Argentine - 0 : 3                 |            |              |                 |                                   |                                   |                |          |
| 11                                                                          | 18/07/1994 | Francfort    | Terre (ext.)    | Florencia Labat                   | Belkis Rodriguez                  | 6-1, 6-0       | Parcours |
| 11                                                                          | 18/07/1994 | Francfort    | Terre (ext.)    | Bettina Fulco Florencia Labat     | Yamile Cordova Yoannis Montesino  | 6-1, 6-4       | Parcours |
|                                                                             |            |              |                 |                                   |                                   |                |          |
| 1994 - 2e tour (groupe mondial) - Espagne - Argentine - 3 : 0               |            |              |                 |                                   |                                   |                |          |
| 12                                                                          | 21/07/1994 | Francfort    | Terre (ext.)    | Arantxa Sánchez                   | Florencia Labat                   | 6-1, 6-4       | Parcours |
| 12                                                                          | 21/07/1994 | Francfort    | Terre (ext.)    | Angeles Montolio Virginia Ruano   | Bettina Fulco Florencia Labat     | 6-1, 6-4       | Parcours |
|                                                                             |            |              |                 |                                   |                                   |                |          |
| 1995 - 1/4 de finale (groupe mondial II) - Indonésie - Argentine - 2 : 3    |            |              |                 |                                   |                                   |                |          |
| 13                                                                          | 22/04/1995 | Jakarta      | Dur (ext.)      | Yayuk Basuki                      | Florencia Labat                   | 7-5, 6-4       | Parcours |
| 13                                                                          | 22/04/1995 | Jakarta      | Dur (ext.)      | Florencia Labat                   | Romana Tedjakusuma                | 6-3, 6-2       | Parcours |
|                                                                             |            |              |                 |                                   |                                   |                |          |
| 1995 - Barrage (groupe mondial I) - Argentine - Australie - 5 : 0           |            |              |                 |                                   |                                   |                |          |
| 14                                                                          | 22/07/1995 | San Miguel   | Terre (ext.)    | Florencia Labat                   | Nicole Bradtke                    | 6-3, 6-2       | Parcours |
| 14                                                                          | 22/07/1995 | San Miguel   | Terre (ext.)    | Florencia Labat                   | Rennae Stubbs                     | 6-2, 6-4       | Parcours |
|                                                                             |            |              |                 |                                   |                                   |                |          |
| 1996 - 1/4 de finale (groupe mondial) - France - Argentine - 3 : 2          |            |              |                 |                                   |                                   |                |          |
| 15                                                                          | 27/04/1996 | Amiens       | Terre (ext.)    | Florencia Labat                   | Nathalie Tauziat                  | 6-3, 6-4       | Parcours |
| 15                                                                          | 27/04/1996 | Amiens       | Terre (ext.)    | Julie Halard                      | Florencia Labat                   | 6-4, 6-1       | Parcours |
| 15                                                                          | 27/04/1996 | Amiens       | Terre (ext.)    | Julie Halard Nathalie Tauziat     | Florencia Labat Patricia Tarabini | 6-2, 6-4       | Parcours |
|                                                                             |            |              |                 |                                   |                                   |                |          |
| 1996 - Barrage (groupe mondial I) - République tchèque - Argentine - 3 : 1  |            |              |                 |                                   |                                   |                |          |
| 16                                                                          | 13/07/1996 | Plzeň        | Moquette (int.) | Helena Suková                     | Florencia Labat                   | 7-5, 6-3       | Parcours |
| 16                                                                          | 13/07/1996 | Plzeň        | Moquette (int.) | Florencia Labat                   | Ludmila Richterová                | 6-3, ab.       | Parcours |
| 16                                                                          | 13/07/1996 | Plzeň        | Moquette (int.) | Florencia Labat Mercedes Paz      | Jana Novotná Helena Suková        | Non disputé    | Parcours |
|                                                                             |            |              |                 |                                   |                                   |                |          |
| 1997 - 1/4 de finale (groupe mondial II) - Corée du Sud - Argentine - 1 : 4 |            |              |                 |                                   |                                   |                |          |
| 17                                                                          | 01/03/1997 | Séoul        | Dur (ext.)      | Florencia Labat                   | Choi Young-ja                     | 6-1, 6-2       | Parcours |
| 17                                                                          | 01/03/1997 | Séoul        | Dur (ext.)      | Florencia Labat                   | Park Sung-hee                     | 6-4, 6-1       | Parcours |
|                                                                             |            |              |                 |                                   |                                   |                |          |
| 1997 - Barrage (groupe mondial I) - Suisse - Argentine - 5 : 0              |            |              |                 |                                   |                                   |                |          |
| 18                                                                          | 12/07/1997 | Zurich       | Moquette (int.) | Patty Schnyder                    | Florencia Labat                   | 3-6, 7-5, 10-8 | Parcours |
| 18                                                                          | 12/07/1997 | Zurich       | Moquette (int.) | Martina Hingis                    | Florencia Labat                   | 6-2, 6-1       | Parcours |
|                                                                             |            |              |                 |                                   |                                   |                |          |
| 1998 - 1/4 de finale (groupe mondial II) - Argentine - Slovaquie - 1 : 4    |            |              |                 |                                   |                                   |                |          |
| 19                                                                          | 18/04/1998 | Buenos Aires | Terre (ext.)    | Florencia Labat                   | Karina Habšudová                  | 6-4, 3-6, 6-3  | Parcours |
| 19                                                                          | 18/04/1998 | Buenos Aires | Terre (ext.)    | Henrieta Nagyová                  | Florencia Labat                   | 7-5, 6-4       | Parcours |
| 19                                                                          | 18/04/1998 | Buenos Aires | Terre (ext.)    | Karina Habšudová Janette Husárová | Florencia Labat Mercedes Paz      | 3-6, 6-1, 6-4  | Parcours |

## Classements WTA en fin de saison

### En simple
| Année | 1988 | 1989 | 1990 | 1991 | 1992 | 1993 | 1994 | 1995 | 1996 | 1997 | 1998 | 1999 | 2000 |
| Rang  | 288  | 77   | 102  | 60   | 52   | 51   | 38   | 56   | 43   | 39   | 64   | 116  | 106  |

Source : (en) « Classements de Florencia Labat », sur le site officiel du WTA Tour